# Бондарева Олена Євгенівна
Олена Євгенівна Бондарева — українська науковиця і письменниця. Проректор з науково-методичної роботи та розвитку лідерства Київського університету імені Бориса Грінченка, директорка Гуманітарного інституту Київського університету імені Бориса Грінченка.
Доктор філологічних наук, професор. Член Національної спілки письменників України, Національної спілки театральних діячів України.

## Освіта
- 1986 — закінчила філологічний факультет Херсонського державного педагогічного інституту
- У вересні 2000 р. захистила кандидатську дисертацію «Художня реалізація міфопоетичної свідомості в українській драмі 80-х років ХХ століття» (спеціальність 10.01.01 — українська література).
- У березні 2007 достроково закінчила докторантуру кафедри новітньої української літератури Інституту філології Київського національного університету імені Тараса Шевченка у зв'язку із захистом докторської дисертації «Міф та антиміф у жанровому моделюванні української драматургії кінця ХХ — початку XXI століття» (спеціальності 10.01.01 — українська література; 10.01.06 — теорія літератури).

## Кар'єра
- з 1986 до вересня 2001 — викладачка, старша викладачка, доцент, заступниця декана філологічного та соціально-правового факультетів Херсонського державного педагогічного інституту
- Працювала професором кафедри україністики Національного медичного університету імені О. О. Богомольця.
- З 1 вересня 2008 р. працює у Київському університеті імені Бориса Грінченка.

## Праці
Авторка 134 наукових праць, у тому числі 3 монографій, двох навчальних посібників і підручника.

## Творчість
Авторка чотирьох книг поезій і перекладів.

## Громадська діяльність
- Експерт з драматургії, член журі у літературному конкурсі «Коронація слова».
- Член журі Міжнародного театрального фестивалю «Мельпомена Таврії».
- Авторка і наукова координаторка Міжнародного науково-театрального проєкту «Новітня українська драматургія: моделі теоретичного і сценічного прочитання».